# Out of the Blue (band)
Out of the Blue was een in 1984 opgerichte Amerikaanse jazzband van de modernjazz, na een initiatief van Blue Note Records.

## Bezetting
- Michael Mossman (trompet)
- Kenny Garrett (altsaxofoon)
- Ralph Bowen (tenorsaxofoon)
- Harry Pickens (piano)
- Robert Hurst (contrabas)
- Ralph Peterson (drums)

## Geschiedenis
Tussen 1985 en 1989 nam de band vier albums op en toerde ze meermaals internationaal. Ze trad op tijdens het Mount Fuji Jazz Festival. De daar ontstane opname Live at Mt. Fuji was hun succesvolste album en plaatste zich in de Billboard Top Jazz Albums hitlijst op positie 9.
De formatie werd aan het eind van het decennium ontbonden, omdat de muzikanten zich concentreerden op hun solocarrières. Verdere muzikanten, die deel uitmaakten van de band, waren Kenny Davis (contrabas), Steve Wilson (altsaxofoon), Renee Rosnes, (piano), Kenny Drew jr. (piano) en Billy Drummond (drums). Door de critici werd de band wegens de functie van talentsmederij vaak vergeleken met de Jazz Messengers van Art Blakey.

## Discografie
- Out of the Blue (Blue Note, 1985)
- Inside Track (Blue Note, 1986)
- Live at Mt. Fuji (Blue Note, 1986)
- Spiral Staircase (Blue Note, 1989)